# ویکی‌پدیای فارسی
ویکی‌پدیای فارسی، نام یک دانشنامه برخط فارسی‌زبان و یکی از نسخه‌های ویکی‌پدیا، از پروژه‌های بنیاد ویکی‌مدیا است. ویکی‌پدیا پروژهٔ بزرگی است که هدف آن ساخت دانشنامه‌هایی با محتوای آزاد با مشارکت همگان و به همهٔ زبان‌های ممکن است.
این دانشنامهٔ فارسی ۲۱ سال پیش فعالیت خود را آغاز کرد و حجم آن در حدود یک‌سالگی به ۱۰۰۰ مقاله، در دوسالگی (بهمن ۱۳۸۴) ― با داشتن رتبهٔ سی‌وهشتم در میان ویکی‌پدیاها ― به ۱۰هزار مقاله و در هفت‌سالگی (شهریور ۱۳۸۹) به ۱۰۰هزار مقاله و در ۲۰ سالگی (اردیبهشت ۱۴۰۳ معادل آوریل ۲۰۲۴) به ۱ میلیون مقاله رسید.
ویکی‌پدیای فارسی تا امروز، ۲۷ مرداد ۱۴۰۴ خورشیدی برابر با ۱۸ اوت ۲۰۲۵ میلادی، ۱٬۴۲۰٬۷۱۱ کاربرِ ثبت‌نام‌کرده، ۳۶ مدیر و ۱٬۰۵۰٬۴۴۳ مقاله داشته، که بر این اساس نوزدهمین ویکی‌پدیای بزرگ از نظر تعداد مقالات است و از نظر ژرفای مقالات، ویکی‌پدیای فارسی در رتبه بیست و دوم قرار دارد. ویکی‌فارسی از نظر تعداد مقالات، سومین ویکی‌پدیای دارای سامانه نوشتاری عربی است.

## تاریخچه

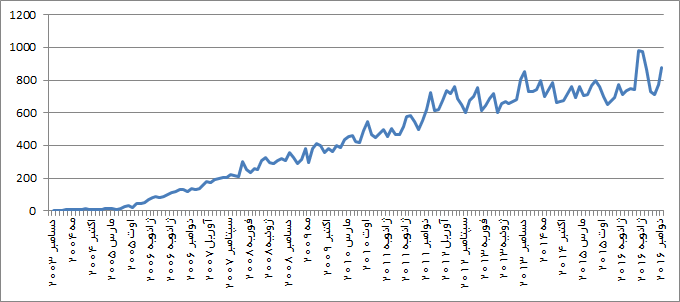
نمودار تعداد کاربرانی که در هر ماه بیش از ۵ ویرایش در ویکی‌پدیای فارسی داشته‌اند؛ از دسامبر ۲۰۰۳ تا دسامبر ۲۰۱۶

ویکی‌پدیای فارسی کار خود را در آذر ۱۳۸۲ (دسامبر ۲۰۰۳) با نام «ویکی‌پدیا: دائرةالمعارف آزاد» آغاز کرد. روزبه پورنادر و مسعود علینقیان از پیش‌گامان نسخهٔ فارسی بوده‌اند. در ۱۴ دی ۱۳۸۴ (۴ ژانویهٔ ۲۰۰۶) به «ویکی‌پدیا: دانشنامهٔ آزاد» تغییر نام یافت. در ۱۳ فروردین ۱۳۸۸ (۲ آوریل ۲۰۰۹) صفحهٔ اصلی ویکی‌پدیای فارسی تغییر یافت و بخش نوشتارهای برگزیده و یادبودهای برگزیده به آن اضافه شد.
سن ویکی‌پدیای فارسی هم‌اکنون ۲۱ سال، ۷ ماه، ۲۹ روز، ۱۷ ساعت، و ۲۴ دقیقه (بروزرسانی) است.
تاریخچه تعداد مقالات:
- ۱۹ دسامبر ۲۰۰۳: شروع
- ۳۰ اکتبر ۲۰۰۸: به ۵۰٬۰۰۰ مقاله رسید
- ۲۵ اگوست ۲۰۱۰: به ۱۰۰٬۰۰۰ مقاله رسید
- ۹ ژوئیه ۲۰۱۲: به ۲۰۰٬۰۰۰ مقاله رسید
- ۱۹ فوریه ۲۰۱۳: به ۳۰۰٬۰۰۰ مقاله رسید
- ۱۸ ژوئیه ۲۰۱۴: به ۴۰۰٬۰۰۰ مقاله رسید
- ۲۷ ژوئیه ۲۰۱۶: به ۵۰۰٬۰۰۰ مقاله رسید
- ۲۴ مارس ۲۰۱۸: به ۶۰۰٬۰۰۰ مقاله رسید[۵]
- ۸ نوامبر ۲۰۱۹: به ۷۰۰٬۰۰۰ مقاله رسید
- ۲۶ می ۲۰۲۱: به ۸۰۰٬۰۰۰ مقاله رسید
- ۱۴ آوریل ۲۰۲۲: به ۹۰۰٬۰۰۰ مقاله رسید[۶]
- ۲۲ آوریل ۲۰۲۴: به ۱٬۰۰۰٬۰۰۰ مقاله رسید
- هم‌اکنون: ۱٬۰۵۰٬۴۴۳

## مقاله‌ها

### گسترهٔ موضوعات
مقالات آغازین این دانشنامه بیشتر در زمینهٔ عناصر شیمیایی و برخی مباحث تاریخی بودند.
با افزوده شدن مطالب گوناگونی دربارهٔ جغرافیا و ادیان (بیشتر بودیسم و دین زرتشت)، ایران‌شناسی و همچنین زبان و ادب فارسی در ۲۶ آذر سال ۱۳۸۳ (۱۶ دسامبر ۲۰۰۴) شمار مقالات آن از مرز ۱۰۰۰ گذشت.

## جامعهٔ کاربری

تخمین سهم مناطق مختلف جهان در مشارکت در نسخه‌های مختلف ویکی‌پدیا، از جمله ویکی‌پدیای فارسی

در یک مقالهٔ تحقیقاتی منتشرشده در سال ۲۰۱۲ در پلاس وان، با بررسی میزان مشارکت کاربران در طول شبانه‌روز سهم مناطق جهان را در ویرایش چند نسخهٔ مختلف ویکی‌پدیا تخمین زده شد. طبق این بررسی‌ها با اینکه ۷۰٪ از فارسی‌زبانان در ایران و بقیه هم در کشورهای همسایه ساکن هستند اما این نسخه جزء ویکی‌پدیاهای با کمترین «عمق خفتگی» (اختلاف بیشینه و کمینهٔ فعالیت کاربران، که بیانگر میزان محلی‌بودن مشارکت‌های آن نسخهٔ ویکی‌پدیا است) است و غالب مشارکت‌های انجام‌شده در ویکی‌پدیای فارسی توسط کاربران ساکن در اروپا و آمریکای شمالی انجام شده است و سهم ایران ۴۵٪ است.

### انگیزهٔ مشارکت‌کنندگان

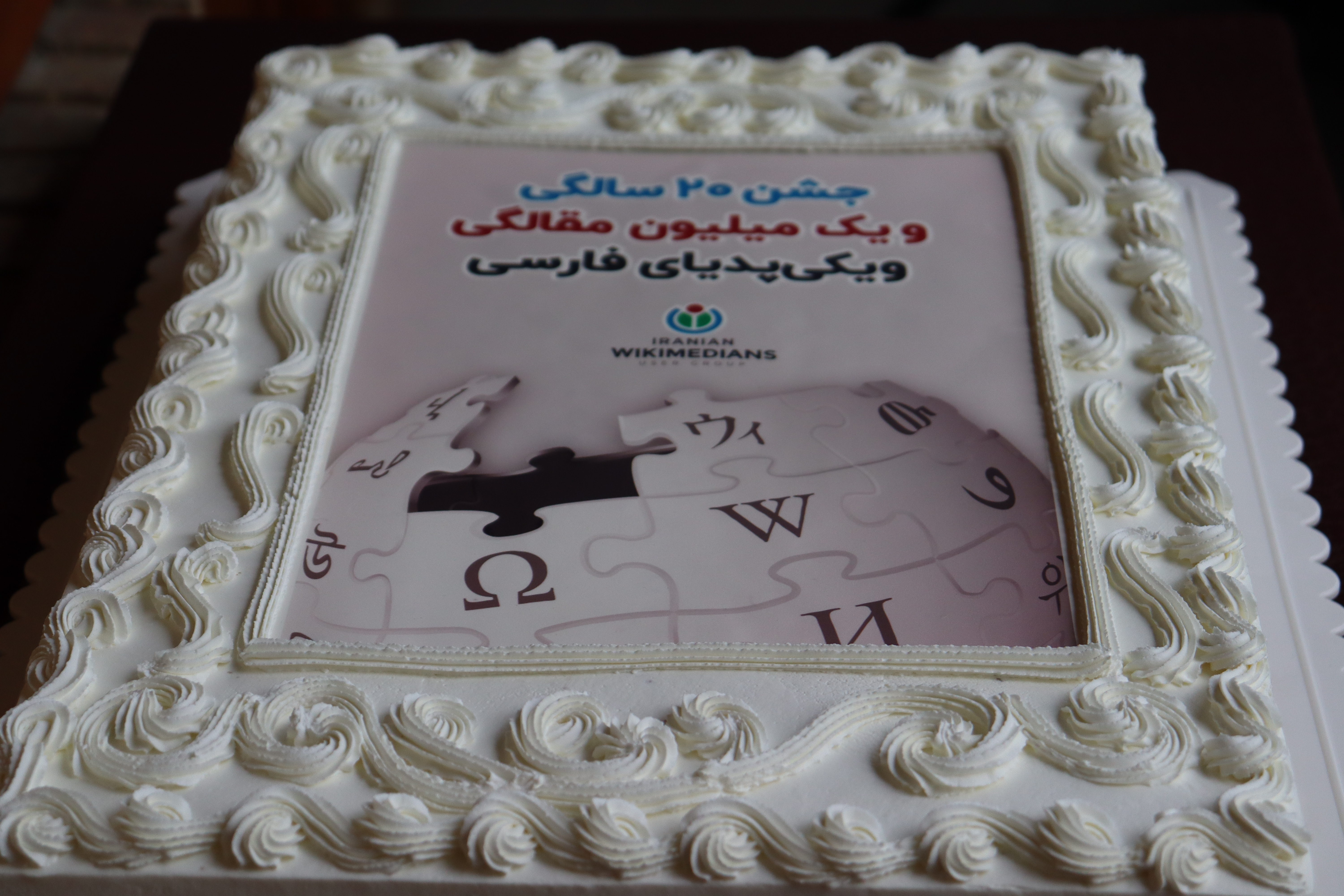
کیک جشن تولد بیست سالگی ویکی‌پدیای فارسی در تهران

یک پژوهش که در سال ۱۳۹۰ به‌طور مشخص در مورد ویکی‌پدیای فارسی انجام شد نشان داد که انگیزه‌های مالی نقشی در همکاری کاربران با ویکی‌پدیا ندارند. قوی‌ترین انگیزه برای آغاز همکاری کاربران تازه‌وارد، انگیزه‌های فردی از جمله کنجکاوی و یافتن اطلاعات مشخص شد. در مقابل برای کاربران قدیمی‌تر، تولید محتوا و سازندگی ویکی مهم‌ترین انگیزه‌ها هستند. دریافت بازخوردهای مثبت در هر دو گروه نقش مهمی در پایایی فعالیت‌هایشان دارد، به‌طوری‌که بارزترین و قوی‌ترین عامل بازدارندهٔ همکاری کاربران، دریافت بازخورد بد یا رفتار مؤاخذه‌گرانه از سوی کاربران دیگر است.
احساس مفید بودن، حس هویت‌مندی در جامعهٔ ویکی‌پدیا و بازخوردهای دریافتی از جامعهٔ کاربری از مهم‌ترین عوامل تداوم همکاری ویکی‌نویسان با این پروژه است. به غیر از انگیزه‌های اخلاقی، رسیدن به مقام، شهرت و اعتبار نیز ممکن است از انگیزه‌های دست‌اندرکاران باشد.

### همایش‌ها

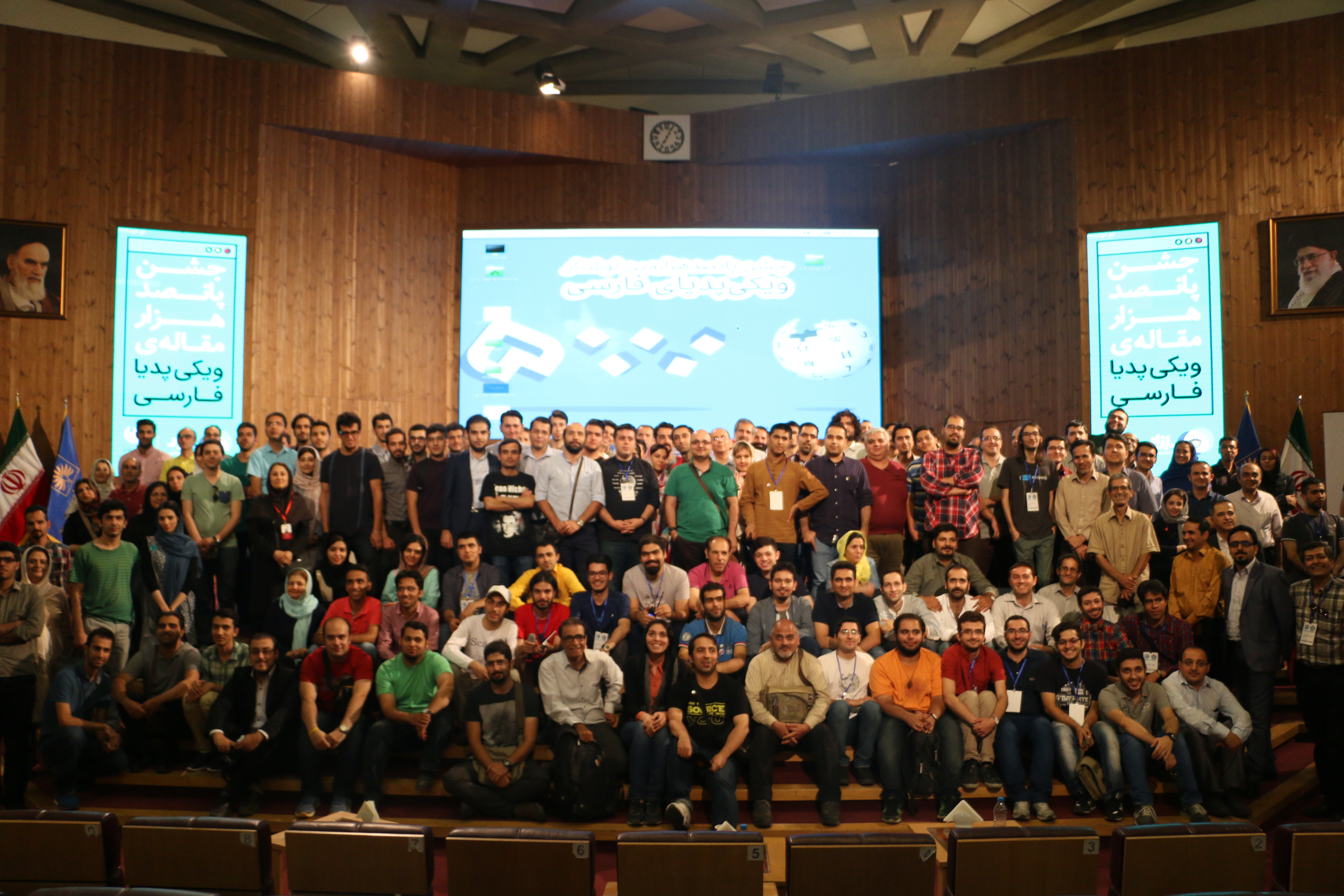
عکس یادگاری جشن پانصدهزارگی با شرکت گروهی از ویکی‌نویسان.

با ایجاد مقالهٔ «راگبی لیگ با ویلچر» در روز چهارشنبه، ۶ مرداد ۱۳۹۵، ساعت ۲۲:۴۵ (به وقت ایران) - روز ۲۷ ژوئیهٔ ۲۰۱۶ ساعت ۱۷:۵۹ (UTC) - تعداد نوشتارهای بخش فارسی ویکی‌پدیا به رکورد ۵۰۰ هزار رسید. به همین منظور در ۱۵ مرداد ۱۳۹۵ جشن پانصد هزارمین مقاله ویکی‌پدیا فارسی، در کتابخانهٔ ملی در تهران برگزار شد.
در ۱۳ و ۱۴ آذر ۱۳۹۵ همایش سالیانهٔ ویکی‌پدیای فارسی در دانشگاه شهید چمران اهواز برگزار شد.

## ادعای نفوذ وزارت ارشاد
در سپتامبر سال ۲۰۱۹، سینا ذکاوت در گزارشی با عنوان «ویکی‌پدیای فارسی: منبعی مستقل یا ابزاری در دست دولت ایران؟» در نشریهٔ اوپن دموکراسی و در وبسایت رادیو زمانه نوشت که ویکی‌پدیای فارسی به «وزارت حقیقت در رمان ۱۹۸۴ اورول» تبدیل شده و حکومت ایران از آن «احتمالاً در همین راستا استفاده می‌کند». او مدیران ویکی‌پدیای فارسی را نیز به عضویت در وزارت ارشاد متهم کرد. ذکاوت با بررسی فایل صوتی رویدادی با عنوان «نشست تخصصی کاربرد تکنیک‌های ویکی‌پدیا در ارتباطات»، که در وزارت فرهنگ و ارشاد ایران برگزار شده بود به جملهٔ حمید ضیایی‌پرور، از مسئولان وزارت ارشاد و مجریان برنامه، استناد کرد که گفته بود:
«بگذارید این‌طوری بگوییم، این دوستانی که اینجا حضور دارند نقش وزارت ارشاد را در ویکی‌پدیا بازی می‌کنند؛ یعنی می‌توانند یک حساب کاربری را ببندند، یکی دیگر را باز کنند، اخطار بدهند، و غیره. اما آنها حتی از وزارت ارشاد هم قوی‌تر هستند. آنها کلید را در دست‌شان دارند. درست مثل وقتی که وزارت ارشاد از انتشار یک روزنامه خاص ممانعت به عمل می‌آورد، و بنابراین آن روزنامه به‌طور خودکار منتشر نمی‌شود.»
او با مقایسهٔ نسخه‌های فارسی و انگلیسی مقاله‌های «مداخلهٔ ایران در جنگ داخلی سوریه» و «بشار اسد» نوشت روایت این مقاله‌ها و تعداد بخش‌ها و ارجاعات‌شان در دو زبان فرق می‌کند و نتیجه گرفت نسخهٔ فارسی مقاله به «اظهارات مطولِ انکارگرایانه و مبتنی بر تئوری توطئهٔ مقامات ایرانی» پرداخته است.
ذکاوت به اظهارات ضیایی‌پرور که گفته بود از «ایدهٔ ثبت رسمیِ ویکی‌پدیای فارسی به عنوان یک ان.جی.او. (سازمان غیردولتی) در وزارت ارشاد ابراز حمایت می‌کند» و او می‌تواند برای مدیران ویکی‌پدیا در وزارت ارشاد دفتری تدارک ببیند، ویکی‌پدیای فارسی را به تناقض «بی‌طرفی» و «استقلال» متهم کرد. سازمان عدالت برای ایران روز ۱۷ مهر با انتشار بیانیه‌ای اعلام کرد موارد سانسور و مداخله‌های جانبدارانه از سوی گردانندگان ویکی‌پدیای فارسی را مستند کرده است. در بیانیهٔ این سازمان آمده: «محدودیت‌ها، حذف‌ها و تغییر واقعیات و به دنبال آن، افزودن اطلاعات غلط، بازی به نفع جمهوری اسلامی و ترویج روایت رسمی این حکومت است.»
در نهایت بنیاد ویکی‌مدیا با انتشار بیانیه‌ای از طرف گرگوری وارنوم (Gregory Varnum)، استراتژیست ارتباطات بنیاد ویکی‌مدیا، در بخش فارسی ویکی‌پدیا اعلام کرد: «اتهام مداخلهٔ حکومتی در این مقاله‌های رسانه‌ها از سوی داوطلبان ویکی‌پدیای فارسی و کارمندان ویکی‌مدیا بررسی شده اما تأییدی برایش یافت نشده است».

## وضعیت دسترسی در ایران

نگاره، صفحهٔ اصلی ویکی‌پدیای فارسی را در ایران در تاریخ ۱۹ دسامبر ۲۰۱۰ میلادی، نشان می‌دهد که تصاویر آن فیلتر شده است.

ویکی‌پدیای فارسی توسط کمیته‌ای متشکل از چندین سازمان با استناد به قانون جرایم رایانه‌ای در نیمه‌شب ۱۱ مهر ۱۳۸۹ (۳ اکتبر ۲۰۱۰) مسدود (فیلتر) شد که تا عصر آن روز فیلتر بود اما پس از آن رفع فیلتر شد. لازم است ذکر شود در اردیبهشت سال ۱۳۸۹ نیز عکس‌های ویکی‌پدیای فارسی فیلتر شد که آن هم پس از مدتی رفع فیلتر شد.
در ظهر روز یک‌شنبه ۵ خرداد ۱۳۹۲ اکثر عکس‌های ویکی‌پدیا در ایران مسدود (فیلتر) شد، اما اندکی پس از آن رفع فیلتر گردید. در صبح فردای همان روز، دوباره تمامی عکس‌های ویکی‌پدیای فارسی و سایر ویکی‌پدیاها تا ۱۴ خرداد ۱۳۹۲ در ایران مسدود شد.
بر اساس یک بررسی در ژوئیهٔ ۲۰۱۳ از میان حدود ۳۳۱هزار مقالهٔ ویکی‌پدیای زبان فارسی، ۹۶۳ مقاله در ایران فیلتر بودند. از این تعداد ۴۰۳ مقاله مربوط به مسائل سیاسی، ۱۸۹ مقاله مربوط به سکس و روابط جنسی، ۱۳۶ مقاله مربوط به مذهب، ۹۳ مقاله پیرامون حقوق بشر، ۵۹ مقاله در ارتباط با هنر، ۵۱ مقاله مربوط به رسانه و روزنامه‌نگاری، ۱۹ مقاله دانشگاهی و ۱۳ مقاله متفرقه بوده است. از این میان، بیشترین حجم به مسایل سیاسی و بیش از همه به «انتخابات ۸۸» و «جنبش سبز» اختصاص داشت.